# Micrurus multiscutatus
Espèce
Statut de conservation UICN

 NT  : Quasi menacé
Micrurus multiscutatus est une espèce de serpents de la famille des Elapidae. 

## Répartition
Cette espèce se rencontre vers 200 m d'altitude en Équateur et dans le département de Cauca en Colombie.

## Publication originale
- Rendahl & Vestergren, 1940 : Notes on Colombian snakes. Arkiv för Zoologi, vol. 33A, n. 5, p. 1-16.